# Beketaten

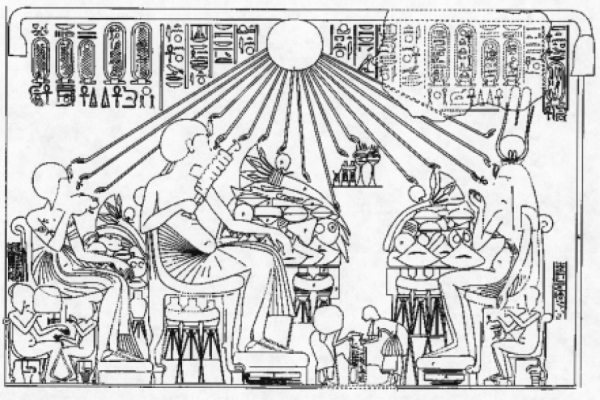
Córki Amenhotepa III z Echnatonem

Beketaten – jedna z córek faraona Amenhotepa III i królowej Teje, młodsza siostra faraona-heretyka Echnatona pochodząca z XVIII dynastii.
Imię Beketaten znaczy „Pomocna Atonowi”. Beketaten została ukazana wraz z matką na kilku scenach w grobowcu Huiego. Na jednej z nich Teje siedzi naprzeciw Echnatona i Nefertiti. W jednej ze scen Beketaten siedzi na małym krześle naprzeciw Teje. Na kolejnej ze scen Echnaton stoi wraz z matką i Beketaten w świątyni.

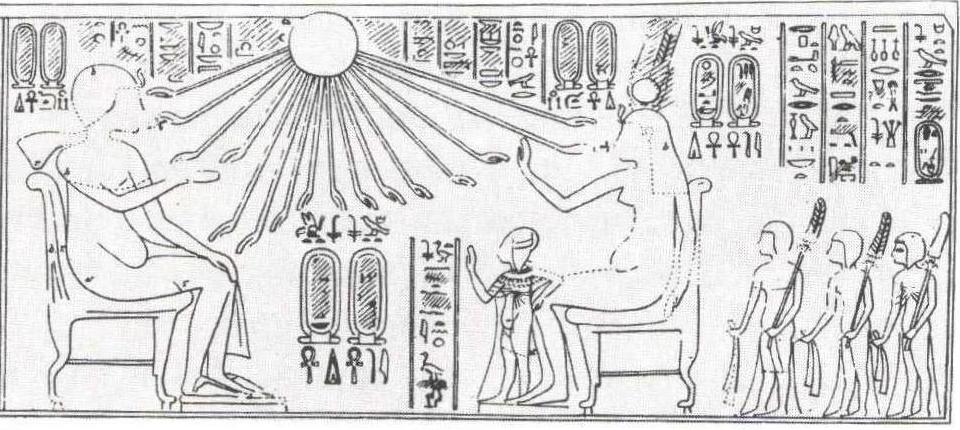
Rodzina Echnatona

Jedynym znanym tytułem Beketaten jest "Córka króla z jego ciała". Uważa się, że zmarła młodo, ponieważ nie wspomina się o niej w kronikach od czasu śmierci jej matki. Niektórzy uważają, że Nebetah, najmłodsza córka Amenhotepa III, zmieniła imię i jako Beketaten była przedstawiana na świątynnych reliefach. Jednakże nie ma dowodów na potwierdzenie tej tezy.

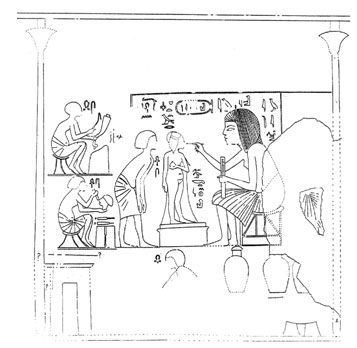
Królowa Teje z córkami

Imię Beketaten w hieroglifach:
| i | t · n · ra | G29 · t | B1 |